# Таян-хан
Таян (Даян)-хан (1134 — 1204) — 3-й хан найманів у 1198—1204 роках. Згадується в джерелах під прізвиськом Торлук-Таян («Слабкий Таян»)

## Життєпис
Походив з клану Гючюгют. Син Інанч-хана. Припускають, що при народженні отримав ім'я Тайбука (Байбука). Є версія, що Таян є перекрученим китайським титулом тай-ван — «син хана» (або да-ван — «великий князь»), який було надано цзінським урядом. Згідно «Таємної історії монголів» був фізично слабкий при народженні, що його батько не вірив, що син доживе до дорослого віку і буде здатний до управління державою.
Після смерті батько близько 1198 року ймовірно з ініціативи брата Таяна — Буюрука — Найманське ханство було розділено з ним. Можливою причиною розладу між братами іноді називають їх закоханість в одну з наложниць свого батька — Гюрбесу, яка після смерті чоловіка за принципом левірату стала дружиною Таяна.
У 1199 році Таян-хан підбурив Темуджина і Джамухи, очільників монголів, і Тогрил-хана, лідера караїтів, виступити проти Буюрука. У битві біля озера Кишилбаш (припускають, що це сучасне озеро Улюнгур) Буюрук зазнав поразки і втік до верхів'я Єнісею.
В наступні роки почавборотьбупроти Тогрил-хана, якого вважав головним суперника за владу над татарським степом. 1200 року надав прихисток нойону Джаку-Гамбу, братові Тогрила. У 1201 році Буюрук-хан підтримав обрання гурханом Джамуху — суперника Темуджина. Брав участь у битві в урочищі Койта проти монголів, де Джамуха зазнав поразки.
У 1203 році, коли Тогрил-хан, зазнавши поразки від монголів, втік до Найманського ханства місцевий нойон Хорі-Субечі стратив того на місці, не впізнавши вночі. Відрубану голову Тогрил-хана дправили Таян-хану. Останній за різними відомостями наказав перетворили її на чашу, обивши сріблом, або за порадою дружини Гюрбесу над головою Торил вирішили здійснити обряд жертвопринесення.
У 1203 році розпочав підготовку до війни проти Темуджина. Передтим відправив посланця до Алахуш-тегін-курі, правителя онгутів, пропонуючи з двох боків атакувати монголів. Але той відмовив й видав плани кампанії Темуджину. В першій битвіутравні 1204 року жодна зі сторін не досягла успіху. Тоді Таян-хан вирішив заманити супротивника до Алтайських гір. Проти цього виступи син Кучлук і Джамуха, що на той час приєднався до найманів.
Таян-хан перейшов річку Орхон, підійшовши до узгір'я Наху-Гуна. До нього доєдналися рештки караїтів на чолі із Алін-тайджі, меркіти Тохтоа-бекі й ойрати Худуха-бекі. У запеклій битві антимонгольська коаліція зазнала ніщивної поразки, а Таян-хан загинув. Боротьбу найманів продовжив його брат Буюрук.